# Amaurobius minor
Amaurobius minor är en spindelart som beskrevs av Kulczynski 1915. Amaurobius minor ingår i släktet Amaurobius och familjen mörkerspindlar. Inga underarter finns listade i Catalogue of Life.